# Un americano in vacanza
Un americano in vacanza è un film del 1946 diretto da Luigi Zampa.
Ha avuto una distribuzione internazionale diversificata: negli Stati Uniti è stato proiettato dal 31 gennaio 1947; in Svezia dal 30 marzo 1948; nel Regno Unito ha avuto distribuzione solo nel 1949. In Italia è stato ripresentato il 16 ottobre 2009 nell'ambito del Festival Internazionale del Film di Roma.

## Trama
Maria, una maestrina italiana, incontra Dick, un soldato americano, che è di passaggio a Roma sul finire della seconda guerra mondiale. Fra i due si sviluppa un delicato legame sentimentale.